# BBC HD
BBC HD là một kênh truyền hình độ nét cao được cung cấp bởi BBC. Dịch vụ này ban đầu được chạy dưới dạng thử nghiệm từ ngày 15 tháng 5 năm 2006 cho đến khi trở thành dịch vụ đầy đủ vào ngày 1 tháng 12 năm 2007 trước khi đóng cửa vào ngày 26 tháng 3 năm 2013. Nó chỉ phát vào buổi chiều và buổi tối và chỉ phát tài liệu được quay ở Độ phân giải cao, trong một phát song song với một kênh khác hoặc bằng cách chèn lặp lại chương trình HD.
Kênh có sự kết hợp giữa lập trình bao gồm các tập mới của Top Gear, Doctor Who và Hustle, lặp lại các chương trình HD bao gồm Planet Earth, Bleak House và Torchwood cũng như tường thuật trực tiếp các sự kiện lớn như The Proms, Wimbledon, Cuộc thi Ca khúc Eurovision và giải vô địch bóng đá thế giới của FIFA.
Kênh này đã được thay thế bằng một mô phỏng HD của BBC Two, một phần là do việc cắt giảm ngân sách ảnh hưởng đến toàn bộ tập đoàn.